# Rotterdam-Haags flygplats
Rotterdam-Haags flygplats (tidigare (nederländska): Vliegveld Zestienhoven) (IATA: RTM, ICAO: EHRD) är en internationell flygplats belägen i norra delen av Rotterdam, är Nederländernas tredje största flygplats, efter Amsterdam−Amsterdam-Schiphols flygplats och Eindhovens flygplats. Den ligger cirka 5 kilometer från centrala Rotterdam och cirka 70 kilometer från Amsterdam.
Flygplatsen har trafik till bland annat Berlin-Schönefeld, London City Airport och Paris-Charles de Gaulle. År 2015 hade flygplatsen cirka 1,7 miljoner passagerare. På grund av närheten till Rotterdam råder viss begränsning av flygtrafiken.